# Andrés Pastrana
Andrés Pastrana Arango (Bogota, 17 augustus 1954) is een Colombiaans conservatief politicus. Hij was de president van Colombia tussen 1998 tot 2002. Hij is de zoon van Misael Pastrana Borrero die tussen 1970 en 1974 eveneens president van het land was.

## Biografie
Andrés Pastrana studeerde rechten aan de Universiteit van Rosario in Bogota en internationaal recht aan Harvard. Terug in Colombia kreeg hij bekendheid door het presenteren van het door hem zelf gelanceerde televisieprogramma Noticiero TV Hoy.
In 1982 maakte hij zijn entree in de politiek en nam zitting in de gemeenteraad van Bogota. In 1988 werd hij korte tijd ontvoerd door het Medellínkartel, dat de uitlevering van Pablo Escobar aan de Verenigde Staten probeerde tegen te houden. Pastrana werd een week lang vastgehouden en een paar maanden later werd hij gekozen tot burgemeester van Bogota.
In 1994 deed hij voor het eerst mee aan de presidentsverkiezingen en verloor nipt van de Liberale kandidaat Ernesto Samper. In 1998 wist hij wel te winnen en werd hij gekozen tot de 38e president van Colombia. 
Tijdens zijn presidentschap voerde hij verschillende onderhandelingen met de FARC en de ELN, die niet tot vrede leidden, maar de president wel een slechte reputatie opleverden. Hij trok het leger terug uit een groot gebied in het zuiden, waar de FARC gedurende de onderhandelingen min of meer autonomie bezat, en dat door de pers "Farcolanda" werd genoemd. Het uitblijven van resultaat leidde tot een keihard en compromisloos bewind door zijn opvolger.
Na zijn presidentschap was Pastrana korte tijd ambassadeur voor Colombia in de Verenigde Staten. Hij verzette zich tegen het vredesproces met de FARC door president Santos, en reisde in april 2017 samen met zijn opvolger Uribe naar Florida voor een ontmoeting met de nieuwe Amerikaanse president Trump. Deze houdt zich nog op de vlakte over het Colombiaanse vredesproces.
- Bibsys: 8051851
- Biblioteca Nacional de España: XX1062300
- Bibliothèque nationale de France: cb16973412t (data)
- Gemeinsame Normdatei: 1047954168
- International Standard Name Identifier: 0000 0001 0128 2757
- Library of Congress Control Number: n80161300
- Nationale Bibliotheek van Israël: 987007332191305171
- Nederlandse Thesaurus van Auteursnamen: 15222176X
- Réseau des bibliothèques de Suisse occidentale: 02-A011985921
- Système universitaire de documentation: 11176128X
- Virtual International Authority File: 25917881
- WorldCat: E39PBJjHhVp6dxrG94cTm9dCwC